# Citronellylacetat
Citronellylacetat ist ein Carbonsäureester, der sich von der Essigsäure und von Citronellol ableitet. Die Verbindung ist ein Naturstoff, der beispielsweise in Zitrusfrüchten vorkommt, wird aber auch industriell als Aromastoff verwendet.

## Vorkommen

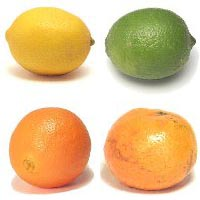
Citronellylacetat kommt unter anderem in den Schalenölen verschiedener Zitrusfrüchte vor

Citronellylacetat kommt unter anderem in den Schalenölen verschiedener Zitrusfrüchte wie Orange, Bitterorange, Zitrone und Grapefruit vor. Es ist aber auch eine wichtige Aromakomponente in Kumquat-Öl und in Rosen (Rosa hybrida). Es kommt außerdem in der Douglasie, in Mönchspfeffer (Vitex agnus-castus), in der Eucalyptus-Art Eucalyptus citriodora, in bestimmten Unterarten des Gemeinen Wacholders, in der Echten Katzenminze und im Japanischen Pfeffer vor.

## Herstellung
Citronellylacetat kann enzymatisch, das heißt durch eine Lipase katalysiert auf verschiedenen Wegen hergestellt werden, beispielsweise durch direkte Veresterung von Essigsäure mit Citronellol, durch Umesterung von Butylacetat mit Citronellol oder durch Umesterung von Citronellylbutyrat mit Butylacetat.

## Verwendung
Citronellylacetat wird als Aromastoff verwendet und ist in der EU unter der FL-Nummer 09.012 für Lebensmittel allgemein zugelassen.

## Sicherheitshinweise
Citronellylacetat wirkt weder cytotoxisch noch genotoxisch, kann aber eine Sensibilisierung verursachen. In Tierversuchen an Ratten und Mäusen wurden nur bei höheren Einnahmemengen negative gesundheitliche Auswirkungen festgestellt.